# Großenstein
Großenstein is een gemeente in de Duitse deelstaat Thüringen, en maakt deel uit van de Landkreis Greiz.
Großenstein telt 1.210 inwoners.